# Медведь Кермода
Кермодский медведь, или Медведь Кермода (лат. Ursus americanus kermodei), — подвид американского чёрного медведя. Назван зоологом Уильямом Хорнадеем) в честь коллеги зоолога Фрэнсиса Кермода, которые вместе впервые описали этот подвид. Местное название у индейцев-цимшианов — медведь-призрак (англ. spirit bear).

## Распространение
Медведь Кермода обитает в лесах Британской Колумбии, на островах Гриббел и Принсесс-Ройал.

## Внешний вид
Часть медведей этого подвида (около 10% живущих на островах и 1—2,5% материковой популяции) имеет белый окрас шерсти, однако они не являются альбиносами. Отсутствие чёрной пигментации шерсти объясняется рецессивной мутацией гена MC1R. Биологи Томас Реймчен и Дэн Кинка из Университета Виктории полагают, что мутация закрепилась за счёт преимущества в дневной охоте на проходного лосося: белый цвет меньше отпугивает рыбу. Белая шерсть часто имеет янтарный оттенок. На лапах по пять пальцев, от каждого отходит изогнутый коготь длиной всего 4 см. Узкие гладкие подошвы позволяют медведям удерживаться на деревьях. Пушистый хвост защищает анальную область.

## Питание
В составе рациона зелёная трава, осока, ягоды и орехи. Большое значение в рационе прибрежных популяций играет лосось.

## Жизненный цикл
Течка у медведицы начинается в мае или июне. За это время она находит самца для спаривания. Оплодотворённая яйцеклетка развивается только поздней осенью. Беременность начинается в спячке. В январе рождаются детёныши (чаще всего двое). Длина новорождённых — 20 см, а масса — менее 340 г. Весной они весят уже несколько килограммов. В 6 — 8 месяцев детёныши перестают сосать молоко. В полтора года потомство становится полностью самостоятельным.

## Поведение
Медведь Кермода очень общителен. Медведица издаёт низкие звуки, общаясь со своими детёнышами. При ранении медведь начинает стонать, когда боится — прижимает уши и фыркает. Будучи рассерженным, зверь качает головой взад-вперёд и рычит.